# Сарапульский сельсовет
Сарапульский сельсовет — сельское поселение в Мошковском районе Новосибирской области Российской Федерации.
Административный центр — село Сарапулка.

## История
Статус и границы сельского поселения установлены Законом Новосибирской области от 2 июня 2004 года № 200-ОЗ «О статусе и границах муниципальных образований Новосибирской области»

## Население
| 2002  | 2010  | 2012  | 2013  | 2014  | 2015  | 2016  |
| ----- | ----- | ----- | ----- | ----- | ----- | ----- |
| 1754  | ↘1608 | ↘1578 | ↘1556 | ↘1550 | ↘1542 | ↗1602 |
| 2017  | 2018  | 2019  | 2020  | 2021  |       |       |
| ↗1637 | ↗1661 | ↘1621 | ↘1602 | ↘1570 |       |       |

## Состав сельского поселения
| № | Населённый пункт | Тип населённого пункта       | Население |
| - | ---------------- | ---------------------------- | --------- |
| 1 | Каменка          | посёлок                      | →0        |
| 2 | Красный Октябрь  | посёлок                      | →1        |
| 3 | Мотково          | село                         | ↘293      |
| 4 | Мошнино          | село                         | ↘373      |
| 5 | Сарапулка        | село, административный центр | ↘941      |